# 위쑹
위쑹(중국어 간체자: 于颂, 정체자: 于頌, 병음: Yú Sòng, 한자음: 우송, 1986년 8월 6일~)은 중화인민공화국의 유도 선수이다. 2016년 하계 올림픽에서 여자 헤비급 동메달을 획득했으며, 세계 유도 선수권 대회에서 2회 우승했다.